# Дубовое (Осиповичский район)
Дубово́е (бел. Дубаво́е) — деревня в составе Протасевичского сельсовета Осиповичского района Могилёвской области Республики Беларусь.

## Этимология
В основе названия деревни лежит слово «дуб».

## Географическое положение
Деревня расположена в 10 км на запад от Осиповичей, в 1 км от ж/д станции Верейцы на линии Минск — Осиповичи и в 143 км от Могилёва. На северо-востоке и юго-востоке Дубовое граничит с лесом. Транспортные связи обеспечивает автодорога Осиповичи — Свислочь. При линейной планировке застройка в основном односторонняя, представленная деревянными крестьянскими домами.

## История
В 1907 году Дубовое относилось к Замошской волости Бобруйского уезда Минской губернии. Местное мелиорационное товарищество было создано 4 июня 1924 года, в то время как колхоз «Большевик» был организован здесь в 1931 году.
Во время Великой Отечественной войны Дубовое было оккупировано немецко-фашистскими войсками с конца июня 1941 года по 29 июня 1944 года. На фронте и при партизанской деятельности погибли 4 жителя.

## Население
- 1907 год — 82 человека, 13 дворов[1]
- 1917 год — 85 человек, 14 дворов[1]
- 1940 год — 76 человек, 11 дворов[1]
- 2002 год — 15 человек, 10 хозяйств[1]
- 2007 год — 13 человек, 6 хозяйств[1]

## Комментарии
1. ↑  Названия и ударение даны по: Назвы населеных пунктаў Рэспублікі Беларусь: Магілёўская вобласць: нарматыўны даведнік / І. А. Гапоненка і інш.; пад рэд. В. П. Лемцюговай. — Минск: Тэхналогія, 2007. — С. 66. — 406 с. — ISBN 978-985-458-159-0.; Гарады і вёскі Беларусі / Рэдкал. Г. П. Пашкоў і інш. — Мінск: Беларус. Энцыкл. імя П. Броўкі, 2008. — Т. 5, кн. 1. Магілёўская вобласць. — С. 99. — 728 с. — ISBN 978-985-11-0409-9..